# Герман Артур Ян
Герман Артур Ян (31 травня 1907, Колчестер, Велика Британія — 24 жовтня 1979, Саутгемптон, Велика Британія) — британський вчений фізик німецького походження. Відомий завдяки ефекту Яна-Теллера, що пояснює природу розщеплення енергетичних рівнів іонів перехідних елементів у їхніх сполуках.
Докторський ступінь (PhD) отримав в університеті Лейпціга у 1935-у році під керівництвом Вернера Гейзенберга.